# رحیم‌بخش
رحیم بخش یکی از چهره‌های ماندگار موسیقی کلاسیک افغانستان بود که آثار ماندگاری را از خود به یادگار گذاشته‌است. رحیم بخش در سال ۱۳۰۰ خورشیدی در کوچه خرابات کابل به دنیا آمد، امام‌الدین پدر او از سارنگ نوازان معروف زمانه خود بود که موسیقی نسل اندر نسل برای خانواده وی به ارث رسیده بود و اجدادش نیز همه اهل موسیقی بودند.

## زندگی‌نامه
رحیم‌بخش در سال ۱۹۲۰ (میلادی) در کوچه خرابات یکی از محله های معروف کابل متولد شد. در سن ۸ سالگی تحت نظارت پدرش‌کلانش (پدر بزرگ) محمد اکبربخش و سپس تحت حاکمیت پدرش خلیفه امام‌الدین‌بخش هنر موسیقی را آموخت.

## سال‌های آخر زندگی و دوری از وطن
رحیم‌بخش تا قبل از جنگ‌های داخلی در کابل زندگی می‌کرد ولی سرانجام، او هم مانند دیگر هنرمندان از وطن خود دور شود و سال‌های آخر عمر را در یکی از مناطق دورافتاده شهر کویته پاکستان روزگار بگذراند. وی در سال‌های آخر عمر خود زندگی سختی زیادی در پاکستان سپری کرد و آنگونه که حسین‌زاده نوشته‌است:
 «استاد در بستر بیماری در کویته پاکستان روزگار سختی را می‌گذراند و روح و جسم بیمار وی با درد و رنج غربت دست و پنجه نرم می‌کرد»
در سال‌های آخر عمر وی دوستان زیادی از وی دعوت کردند که به آمریکا یا اروپا بیاید و در آن‌جا اقامت کند؛ ولی او هرگز قبول نکرد و معتقد بود که هر چه از افغانستان دورتر شود درد غربت بیشتر وی را می‌آزارد.
رحیم بخش، بی‌صبرانه منتظر بود که روزی کشورش آرام شود و به شهر و دیار خود بازگردد امّا دریغ و درد که اجل این فرصت را از وی گرفت و سر انجام بعد از سال‌ها بیماری تن رنجور و بیمارش را به دست خاک سپرد.
رحیم بخش در سال ۲۰۰۱ م درشهر کویته پاکستان جهان فانی را وداع گفت و نظر به وصیت نامه‌اش جسد او از آنجا به کابل آورده شد و در قبرستان خانوادگی استاد قاسم افغان در نزدیک آرامگاه استادش به خاک سپرده شد.